# Sophie en Donald Mac Donald
Sophie en Donald Mac Donald is het vijftiende album in de Sophie-reeks. Het album is verschenen in Robbedoes nummer 2054 tot 2074 in 1979. Het album werd door Dupuis uitgegeven in 1980.

## Personages
- Sophie
- Starter
- Pieters
- Donald Mac Donald
- Ernesto
- Tonio
- Bangkrak
- Bubblefish

## Verhaal
Dit avontuur is een rechtstreeks vervolg op Sophie en de vier seizoenen. Sophie, Starter en Pieters zetten hun tochtje op de zeilboot "De Transistor" verder. Weldra komen ze in Sint-Martini aan. Op dat eiland woont er een jongetje dat ervan droom om te kunnen varen op zee. Zijn naam is Donald Mac Donald, zoon van een rijke zakenman. Hij krijgt privéles van mijnheer Knifebeef die hem er voortdurend op wijst dat hij niet mag wegdromen. Als Sophie en vrienden op Sint-Martini aanmeren om te eten in de herberg, sluipt Donald 's avonds als het donker is naar buiten en verbergt zich op "De Transistor". De volgende ochtend wordt hij ontdekt door Sophie. Donald vertelt aan Sophie en haar vrienden dat hij is gevlucht omdat hij bij een oude man woont die heel gierig is en hem altijd laat werken. Hij mag ook nooit spelen. Dat is gelogen, want Donalds vader is eigenlijk wel aardig. Mijnheer Mac Donald had die privéleraar ook enkel ingehuurd omdat het de wens van zijn overleden vrouw was. Deze verzinsels heeft Donald gehaald uit Oliver Twist van Charles Dickens. Donald vertelt dat hij in Gierigaarde woont, hetgeen ook niet klopt. Starter stelt voor om naar zijn huis te gaan en dat hij met die man zal praten. Hij wil hem proberen te overtuigen om Donald met hen een paar dagen op vakantie te gaan. Donald kan niet anders dan akkoord gaan, al weet hij dat hij zichzelf hiermee in een lastig parket brengt. In Gierigaarde aangekomen, vraagt Starter aan Donald waar de jongen nu precies woont. Donald ziet geen andere mogelijkheid dan weg te lopen. Ondertussen zitten er twee boeven, de immer rokende slanke Tonio en sullige gezette Ernesto op een terras. Tonio heeft Donald herkent omdat hij in de krant heeft gelezen dat Donald Mac Donald is ontvoerd, althans dat denkt Donalds vader. Omdat hij een grote som geld beloofd aan degene die zijn zoon terugvindt, krijgt Tonio het idee om Donald echt te ontvoeren. Hij wil natuurlijk die beloning opstrijken en betrekt zijn maat in dat plan. Tonio en Ernest grijpen Donald en nemen hem mee in een gestolen auto. Starter heeft dit echter gezien. Hij gaat erachteraan met Pieters terwijl Sophie bij de boot blijft. Vanaf dan ontstaat er een wilde achtervolging. Pieters moet echter al snel de strijd staken omdat hij een restaurant binnen is gevlogen (als gevolg van het lossen van de rijdende auto van de boeven die hij had vastgegrepen). Gewond raakte hij niet, maar hij veroorzaakte wel veel schade waardoor hij door de uitbaters werd verplicht om een tijd voor hen te werken om hen schadeloos te stellen. Starter zet de achtervolging op de boeven alleen verder. Op een bepaald ogenblik verstoren de boeven een filmset. De roekeloos rijdende Ernesto rijdt het water in. Gelukkig is er een zeilboot in de buurt waarbij de bestuurder hen aan boord helpt. Tonio duwt deze man in het water waarna het drietal met hun nieuw gekaapte vervoermiddel vlucht. Sophie heeft dit allemaal zien gebeuren, maar weet niet wat ze moet doen. Ze komt echter een oude bekende tegen, Bangkrak die ze ontmoette in het avontuur De gegapte motor. Bangkrak is aanwezig omdat ze bij de opnamen van de film een stuntman nodig hebben. Sophie vertelt Bangkrak het hele verhaal. De stuntman is meteen bereid om het meisje te helpen. Hij neemt haar mee in een helikopter die bedoeld was om in de film te gebruiken. Hiermee gaan ze achter de boeven aan. Ook Starter heeft vervoer gevonden om achter de ontvoerders aan te gaan, een speedboot bestuurd door kapitein Bubblefish. Als Bangkrak de boot van de ontvoerders in het vizier krijgt, lost hij enkele schoten. Dit zijn echter losse flodders die enkel veel rook veroorzaken. Hij hoopt hiermee de boeven schrik aan te jagen. De boeven laten zich echter niet afschrikken. Donald geniet eigenlijk wel van dit avontuur. Hij heeft iets gevonden om een beetje tweedracht te zaaien tussen zijn ontvoerders. Ernesto geeft Tonio een flinke mep waardoor de laatste tegen het roer belandt en het stuurmechanisme stuk gaat. De boot wordt hierdoor stuurloos, ramt een kleine sloep van een slapende visser en vaart recht op de kustrotsen van een eiland af. Tonio springt het water in zonder zich te bekommeren om zijn maat of Donald. De boot vaart te pletter tegen de rotsen hetgeen een enorme ontploffing en een dikke rookwolk heeft veroorzaakt. Tonio denkt heel even dat Ernesto niet is gesprongen. Maar als de rookwolk beetje bij beetje verdwijnt ziet hij Ernest aan komen zwemmen samen met Donald. Ernesto was naar Donald gegaan om er zeker van te zijn dat de jongen niets zou overkomen. Het drietal bereikt de kust. Ze vinden aldaar een villa waar ze inbreken en het zich er goed van nemen. Inmiddels zijn Starter en Bubblefish ook op het eiland aangekomen waar ze Sophie en Bangkrak treffen. Met hun vieren gaan ze op zoek naar de ontvoerders. Ernesto heeft de wijnkelder ontdekt waar hij zich ladderzat drinkt. Tonio wordt kwaad op zijn maat en wil hem KO slaan met een stok. Dit mislukt echter. Tonio krijgt zelf een flinke dreun van Ernesto en belandt bewusteloos tegen een kast. Ernesto besluit om Donald mee te nemen en het avontuur met hun tweetjes verder te zetten. Ze vinden de gelande helikopter van Bangkrak. Sophie en vrienden zijn ook bij de villa geraakt waar ze de bewusteloze Tonio vinden. Als ze merken dat Ernesto samen met Donald wil vluchten met Bangkraks helikopter, lopen de vrienden erop af. Ernesto zet echter ongewild een mechanisme in werking dat van de helikopter een onderzeeboot maakt. Dit was bedoeld voor de film. Vluchten kan dus niet meer. Tonio probeert nog te gaan lopen, maar wordt door de politie gevat. Ernesto krijgt gratie voor het redden van Donald. De jongen mag de ex-crimineel zo graag dat Donalds vader hem aanneemt als chauffeur. De privéleraar stuurt hij de laan uit. Donald mag van zijn vader alsnog enkele weken op vakantie gaan met Sophie op de zeilboot.                    